# Paranelima lutzi
Paranelima lutzi is een hooiwagen uit de familie Sclerosomatidae.